# Màriam Ben-Arab
Màriam Ben-Arab (La Roca del Vallès, 23 d'agost de 1983) és una il·lustradora catalana.
Va estudiar Belles Arts a la Universitat de Barcelona, i va completar els seus estudis a l'Escola d'Arts i Oficis La Llotja. Va començar la seva trajectòria professional il·lustrant literatura infantil, on destaquen llibres com La llegenda de Sant Jordi (Empúries), Opa ist überall (Edelkids), Endevinalles per jugar i "Refranys per jugar" (Vox), Espurna, la meva amiga núvol (La Galera). Col·labora habitualment amb les revistes infantils Cavall Fort i El Tatano.
Ha col·laborat amb Chiquimedia en la creació de l'aplicació Mortimer i els Dinosaures, un conte interactiu per a dispositius Apple i Android, amb què va guanyar el Premi Digital Ehon Award 2017 (Japó) i el Premi Chupete-Top 10 apps for kids made in Spain 2017.
Va guanyar el Premi Cavall Fort 2020, dedicat al còmic, amb 'Un pla'.